# جیانویتو میسوراکا
جیانویتو میسوراکا (انگلیسی: Gianvito Misuraca؛ زادهٔ ۲ آوریل ۱۹۹۰) بازیکن فوتبال اهل ایتالیا است.
از باشگاه‌هایی که در آن بازی کرده‌است می‌توان به باشگاه فوتبال گوریتسا، باشگاه فوتبال پارما، باشگاه فوتبال پیزا، باشگاه فوتبال ویچنزا، و باشگاه فوتبال پالرمو اشاره کرد.
وی همچنین در تیم‌های ملی فوتبال زیر ۲۰ سال ایتالیا، Italy under-21 Serie B representative team، و زیر ۲۱ سال ایتالیا بازی کرده‌است.